# Ernest Godfrinon
Ernest Jean Joseph Godfrinon est un peintre belge né à Ixelles en 1878 et mort en 1927 à Schaerbeek.

## Biographie
Le peintre se forme aux académies d'Ixelles et de Bruxelles. Ses sujets favoris sont les paysages, les portraits et les natures mortes. Il est rattaché au groupe artistique Le Sillon. Le peintre se forme aux académies d'Ixelles et de Bruxelles où il apprend la peinture à l'huile et s'initie à la peinture au couteau. Ses sujets de prédilections sont les paysages, les figures et les natures mortes. Il est rattaché au groupe Le Sillon. 

## Tableaux célèbres
Ernest Godfrinon a peint de nombreux tableaux mais peu d'entre eux sont exposés dans des musées. Ses tableaux les plus célèbres sont :

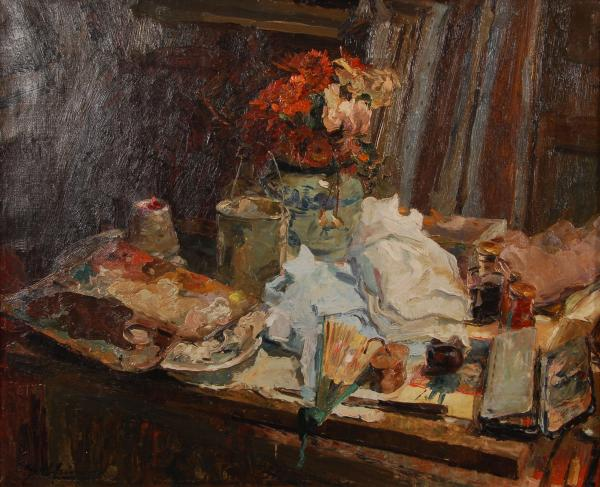
Ernest Godfrinon L'atelier du peintre, huile sur toile, 1918
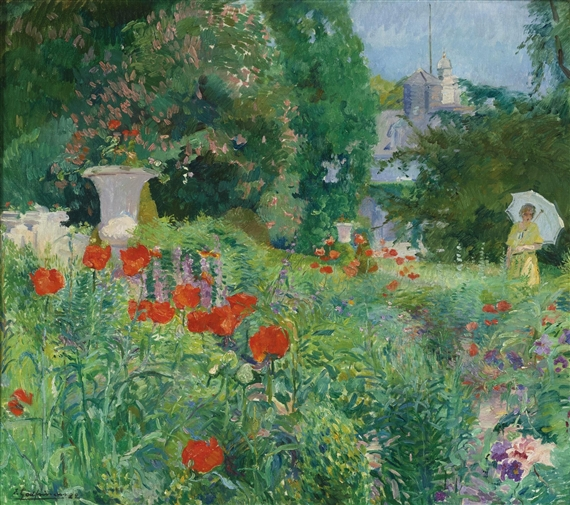
Ernest Godfrinon, Élégante dans le champ de coquelicots, Huile sur toile, 1922, 64,5 x 74 cm